# Acer garrettii
Acer garrettii là một loài thực vật có hoa trong họ Bồ hòn. Loài này được Craib mô tả khoa học đầu tiên năm 1920.